# Les soldats ne sont pas de bois
Pour les articles homonymes, voir Helden (homonymie).
Pour plus de détails, voir Fiche technique et Distribution.
Les soldats ne sont pas de bois, également connu sous le titre Les Héros et le Soldat de chocolat (Helden), est un film ouest-allemand de Franz Peter Wirth réalisé en 1958.

## Synopsis
Durant la guerre serbo-bulgare, en 1885, le lieutenant Sergius attaque un canon serbe contrôlé par le capitaine Bluntschli. Cette attaque-suicide tourne en la faveur de Sergius, car le canon a une défaillance technique. Contraint à la fuite, Bluntschli se réfugie dans chez les Petkoff, une famille bulgare.

## Fiche technique
- Titre : Les soldats ne sont pas de bois[1]
- Autre titre : Les Héros et le Soldat de chocolat[1]
- Titre original : Helden
- Réalisation : Franz Peter Wirth
- Scénario : Eberhard Keindorff et Johanna Sibelius d'après la pièce Le Héros et le Soldat de George Bernard Shaw
- Producteurs : Peter Goldbaum et Harry R. Sokal
- Musique : Franz Grothe
- Photo : Klaus von Rautenfeld
- Couleurs, son mono
- Pays :  Allemagne de l'Ouest
- Durée : 100 min
- Date de sortie : 
  - Allemagne de l'Ouest : 20 novembre 1958
  - France : 13 mai 1960[1]

## Distribution
- O. W. Fischer : le capitaine Bluntschli
- Liselotte Pulver : Raina Petkoff
- Ellen Schwiers : Louka
- Jan Hendriks : le lieutenant Sergius Slivitzna
- Ljuba Welitsch : Katharina
- Kurt Kasznar : le major Petkoff
- Horst Tappert : un officier bulgare

## Distinctions
- Festival de Cannes 1959 : sélection officielle en compétition[2]
- Nommé pour l'Oscar du meilleur film en langue étrangère à la 31e cérémonie des Oscars